# بيني رامبو
بيني رامبو (بالإنجليزية: Penny Rimbaud) (و. 1943  م) هو طبال، وكاتب، وشاعر، ومغني، وفيلسوف بريطاني.

## التعليم
تعلم في Lindisfarne College ‏
.

## وصلات خارجية
- بيني رامبو على موقع IMDb (الإنجليزية)
- بيني رامبو على موقع ميوزك برينز (الإنجليزية)
- بيني رامبو على موقع أول ميوزيك (الإنجليزية)
- بيني رامبو على موقع ديسكوغز (الإنجليزية)
- بيني رامبو على موقع ديسكوغز (الإنجليزية)

- بيني رامبو في قاعدة بيانات الأفلام على الإنترنت